# Antocha (Antocha) picturata
Antocha (Antocha) picturata is een tweevleugelige uit de familie steltmuggen (Limoniidae). De soort komt voor in het Palearctisch gebied.